# Biguembia cocum
Biguembia cocum is een insectensoort uit de familie Archembiidae, die tot de orde webspinners (Embioptera) behoort. De soort komt voor in Brazilië.
Biguembia cocum is voor het eerst wetenschappelijk beschreven door Szumik in 1998.